# Stapleton (Nebraska)
Stapleton je selo u američkoj saveznoj državi Nebraska. Prema popisu stanovništva iz 2010. u njemu je živjelo 305 stanovnika.